# Muromacsi-kor

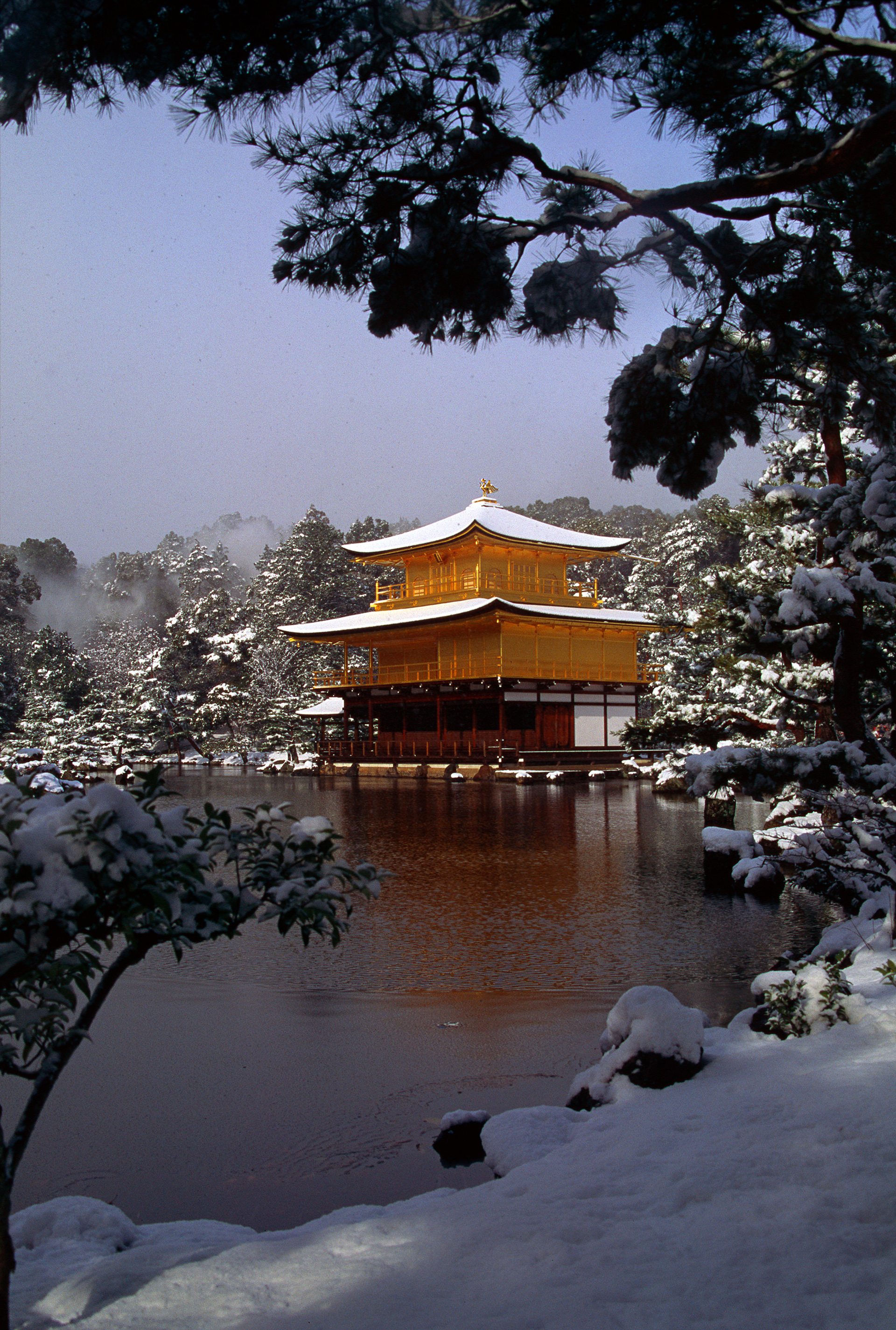
Az Aranytemplom

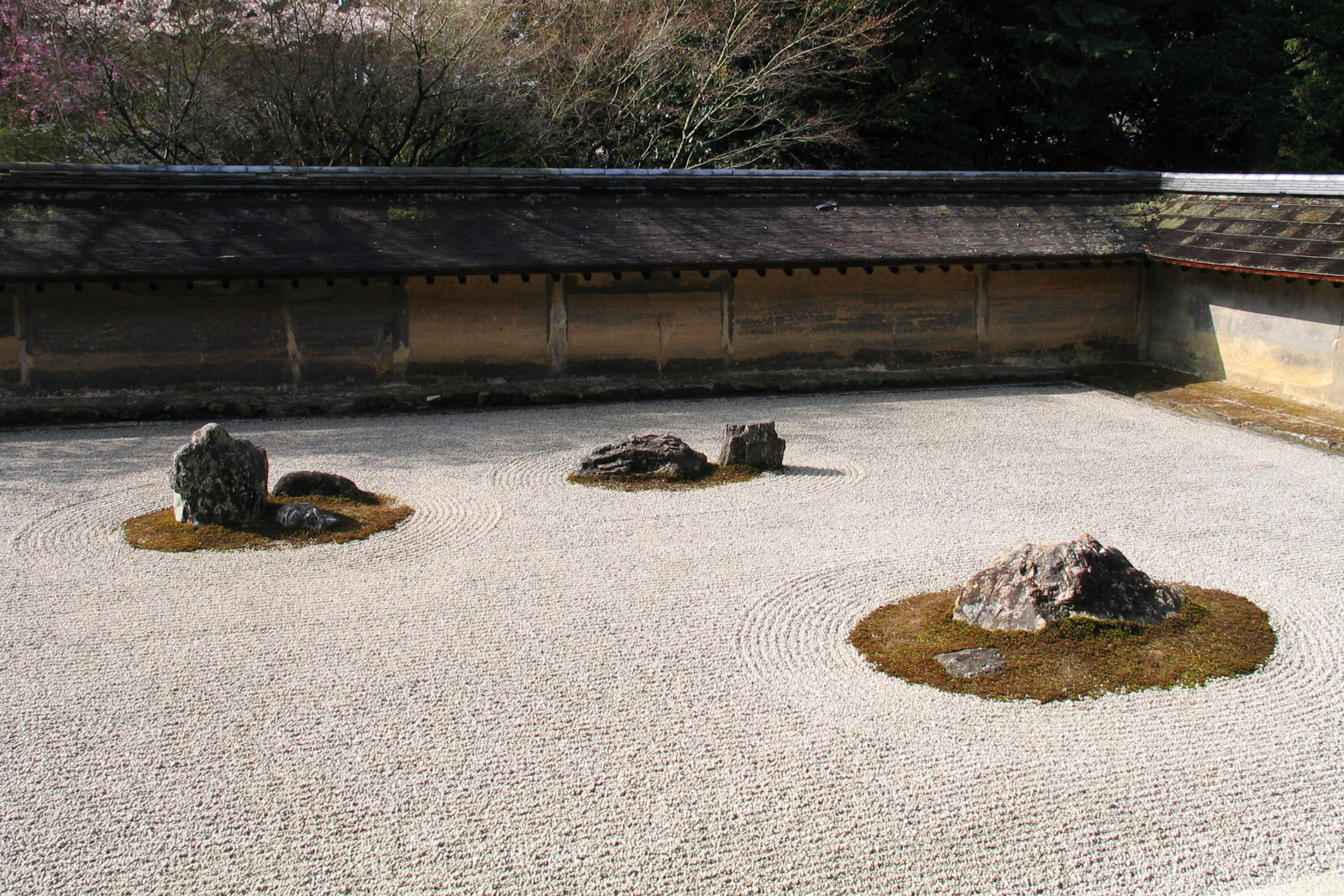
A Rjóan-dzsi zen templom „szárazkertje”

A Muromacsi-kor (室町時代, Muromacsi dzsidai) japán történelmi korszak (1333–1568) a Kamakura-kort követően, a Minamoto-sógunátus (Kamakura-bakufu) megdöntésétől Oda Nobunaga Kiotóba való bevonulásáig; nagyjából egybeesik a Muromacsi-bakufu uralmával. Az Asikagák bakufuja átvette a Minamoto no Joritomo által kidolgozott irányítási rendszert, de a tartományi kormányzókat (főleg a keleti Kantó térségben) nem sikerült ellenőrzése alatt tartani, s ezek a sugo daimjó családok egyre nagyobb földbirtokokra, majd az őket rendre megdöntő szamuráj hűbéreseik, a szengoku daimjók ('hadurak') egyre nagyobb önállóságra tettek szert (főként a tíz évig dúló belvillongások, az Ónin-háború folyamán). A daimjók várkastélyokat építtettek, amelyek köré kastélyvárosok nőttek (és megszülettek az első városi önkormányzatok, például Szakaiban), virágzásnak indult a kereskedelem, és a sorozatos lázongások ellenére létrejött a piacra termelő parasztság szűkebb rétege is. A 16. század derekán a portugál kalmár-kalandorokkal és hittérítőkkel első ízben megjelent a kereszténység.
Nemcsak vallási, hanem kulturális téren is hódított a 13. században importált zen buddhizmus (teaszertartás, Szessú Tójó, tusfestés, ikebana), a harcosok kasztjában a nószínjátszás, valamint a renga versműfaja. Ebben a korban épült az Ezüsttemplom, nyerte el mai formáját az Aranytemplom, s fogalmazódtak meg a japán esztétika egyes máig élő alapelvei a Higasijama-kultúrában.